# Muhamad bin Jalifa Al Jalifa
Muhamad bin Jalifa Al Jalifa (en árabe, محمد بن خليفة بن سلمان آل خليفة) (fallecimiento 1890) fue monarca de Baréin entre 1843 y 1868. Fue el sexto monarca de la casa Al Jalifa. 

## Primeros años
Muhammad era el nieto de Salman bin Ahmed, corregente de Baréin, y tuvo cuatro hermanos, Ali, Duaij, Salman y Rashid. Muhammad sirvió como gobernador de Manama. Cuando su padre, Jalifa bin Salman, murió en 1834 le sucedió como corregente pero con su poder capado. En 1842, Muhammad desafió el reinado de su tío abuelo Abdullah bin Ahmad Al Jalifa y se declaró a sí mismo como gobernante de Baréin y Catar. De todas maneras, Muhammad fue derrotado en la batalla de al Nasfah contra Abdullah bin Ahmad Al Jalifa y se refugió en el emirato de Néyed bajo la protección del jeque saudí Abdullah bin Thunayan.

## Reino  abdicación
A principios de 1843, Muhammad volvió a Catar y después a Baréin y en abril de 1843 derrotó a Abdullah bin Ahmad Al Jalifa convirtiéndose en jeque. Durante su reinado, Muhammad pagó el tributo anual a Faisal bin Turki, succesor de Abdullah bin Thunayan como emir de Néyed. Pero en 1850 decidió dejar de pagar, y, al siguiente año, Muhammad intentó conseguir el apoyo de los otomanos. Pero su intento no fructificó. Abdullah bin Faisal, hijo del gobernante de Néyed, intentó llegar a un acuerdo con Muhammad con la mediación de Said bin Tahnoon, jeque de Abu Dhabi.
Muhammad firmó el tratado de paz con los británicos en 1856 donde garantizaba que no capturaría los barcos británicos que transportaban esclavos de guerra en sus territorios y prohibiría que sus barcos o los de sus súbditos llevaran esclavos. En 1860 Muhammad pidió los persas ser los protectores de su reinado por las imposiciones del tratado británico. Su propuesta fue bien recibida por los persas aunque nunca se materializó. Muhammad y su hermano fueron forzados por el comandante británico Felix Jones a que Baréin se integrara a la Omán de la Tregua en 1861.
Muhammad abdicó como resultado de la intervención británica después de que alegaran la violación del tratado en 1861 lo que le impidió llevar a cabo depredaciones marítimas. En 1867 éljunto a su jeques de Abu Dhabi atacaron las costas de Catar que provocó un gran daño a su región. Este atauqe aceleró su abdicación pro parte de los británicos. Muhammad dejó el país en 1868, primero para establecerse en Khor Hassan en Catar antes de instalarse definitivamente en Qatif. Fue sucedido por su hermano Ali bin Jalifa Al Jalifa, que fue asesinado por las fuerzas de Muhammad bin Abdullah Al Jalifa en 1869. Las fuerzas británicas capturaron a Muhammad y lo envió a una prisión de la India. Además, debido a las extensas fracciones intrafamiliares, Gran Bretaña bloqueó las islas de Baréin y tomó a todos los miembros de Al Jalifa bajo custodia imponiendo condiciones que provocaron en el cambio del gobernante. Establecieron a Isa bin Ali Al Jalifa como el nuevo gobernante de Baréin.
En 1888 Muhammad fue liberado de la prisión y marchó a La Meca donde vivió protegido por los otomanos hasta su muerte en 1890.